# Orăștioara de Jos, Hunedoara
Orăștioara de Jos este un sat în comuna Beriu din județul Hunedoara, Transilvania, România.

## Imagini

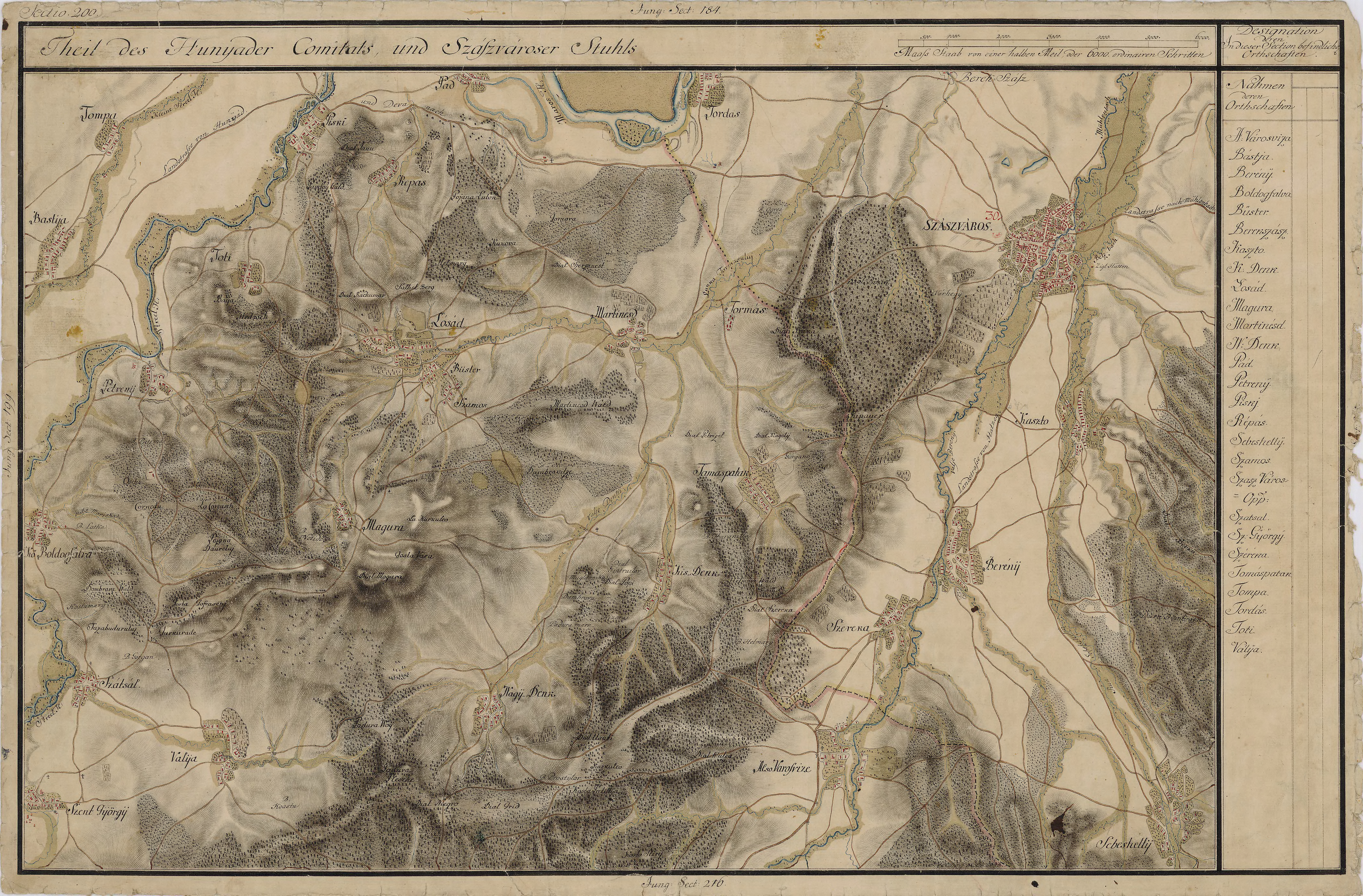
Orăștioara de Jos în Harta Iosefină a Transilvaniei, 1769-1773
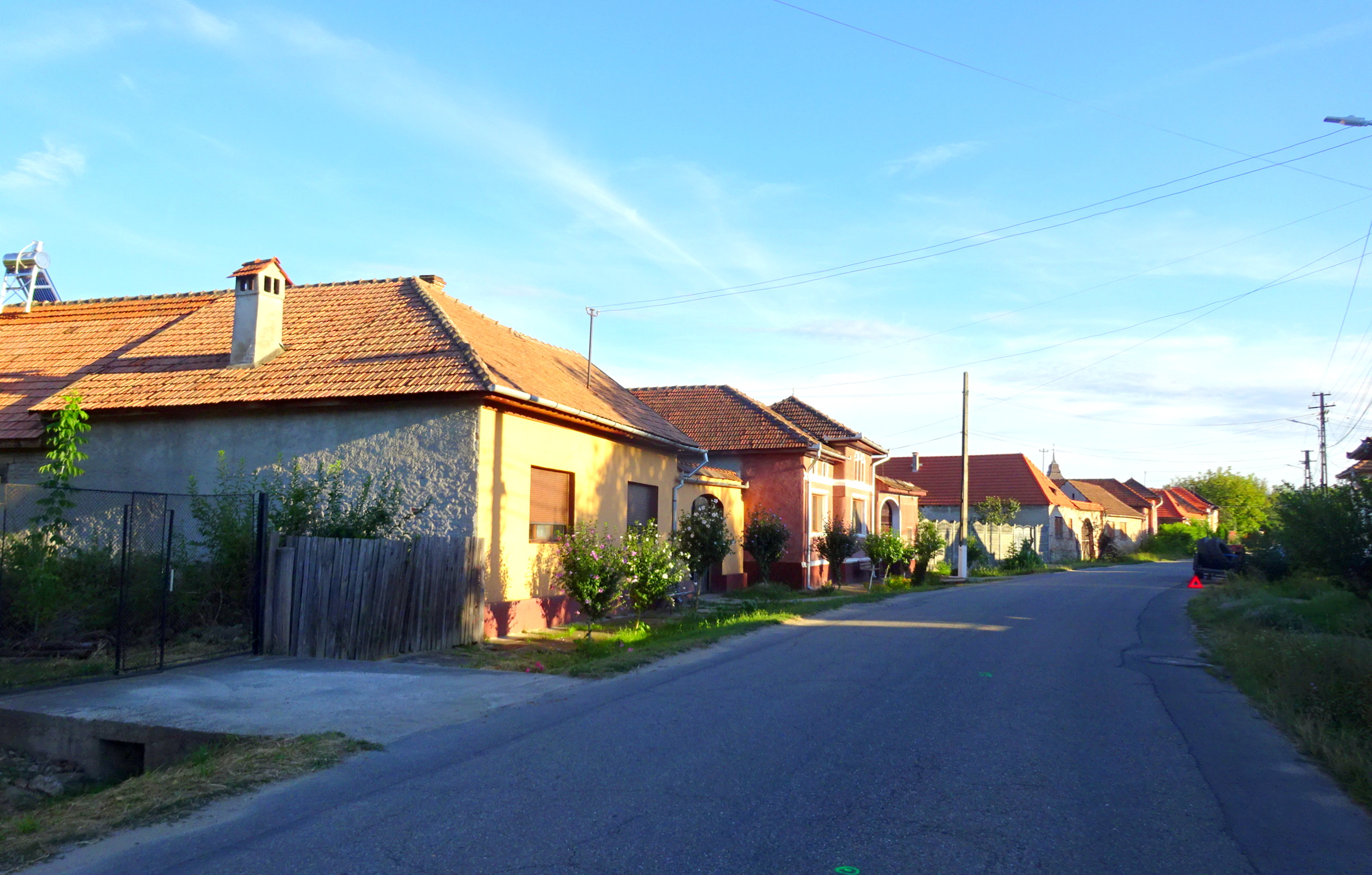
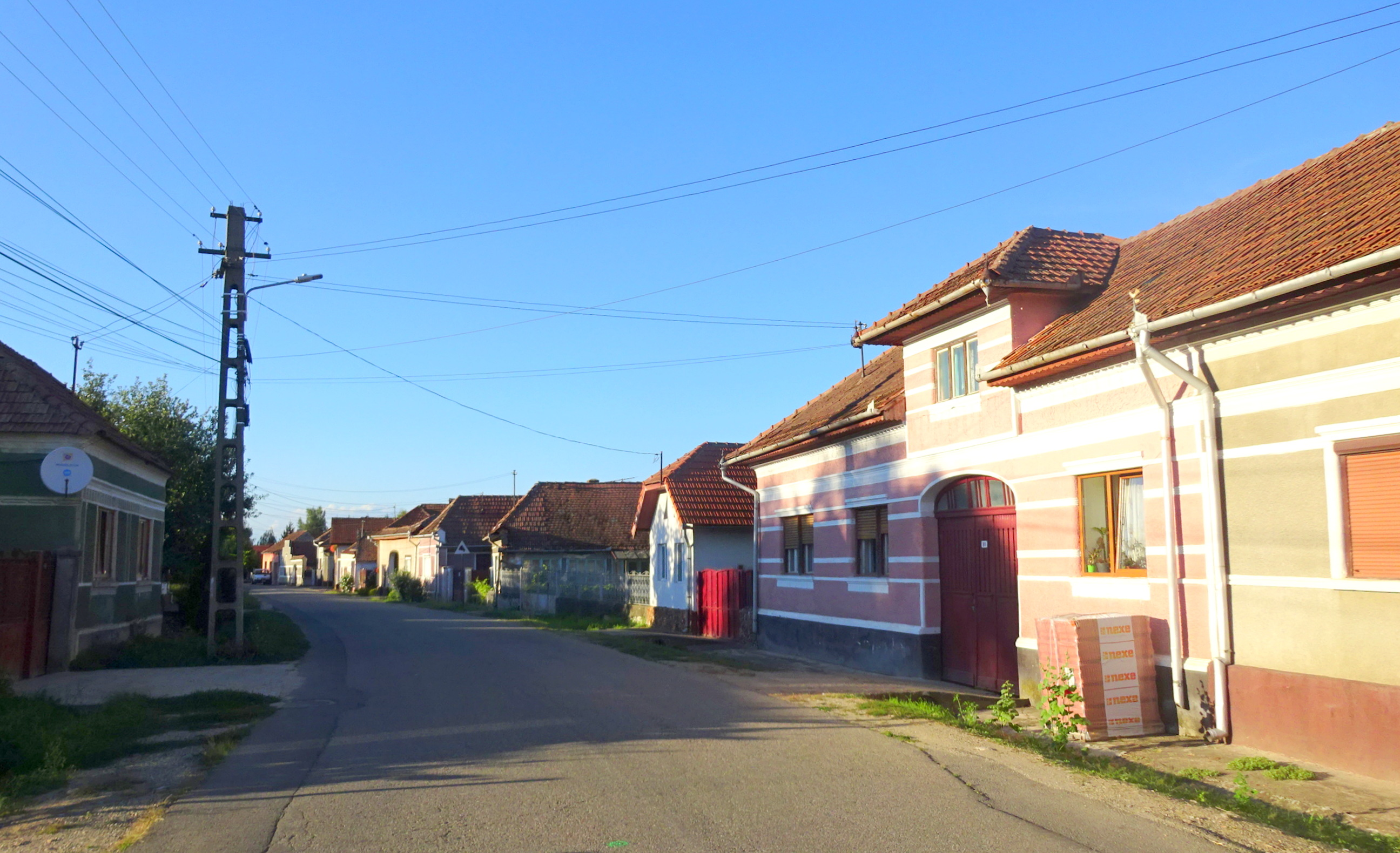
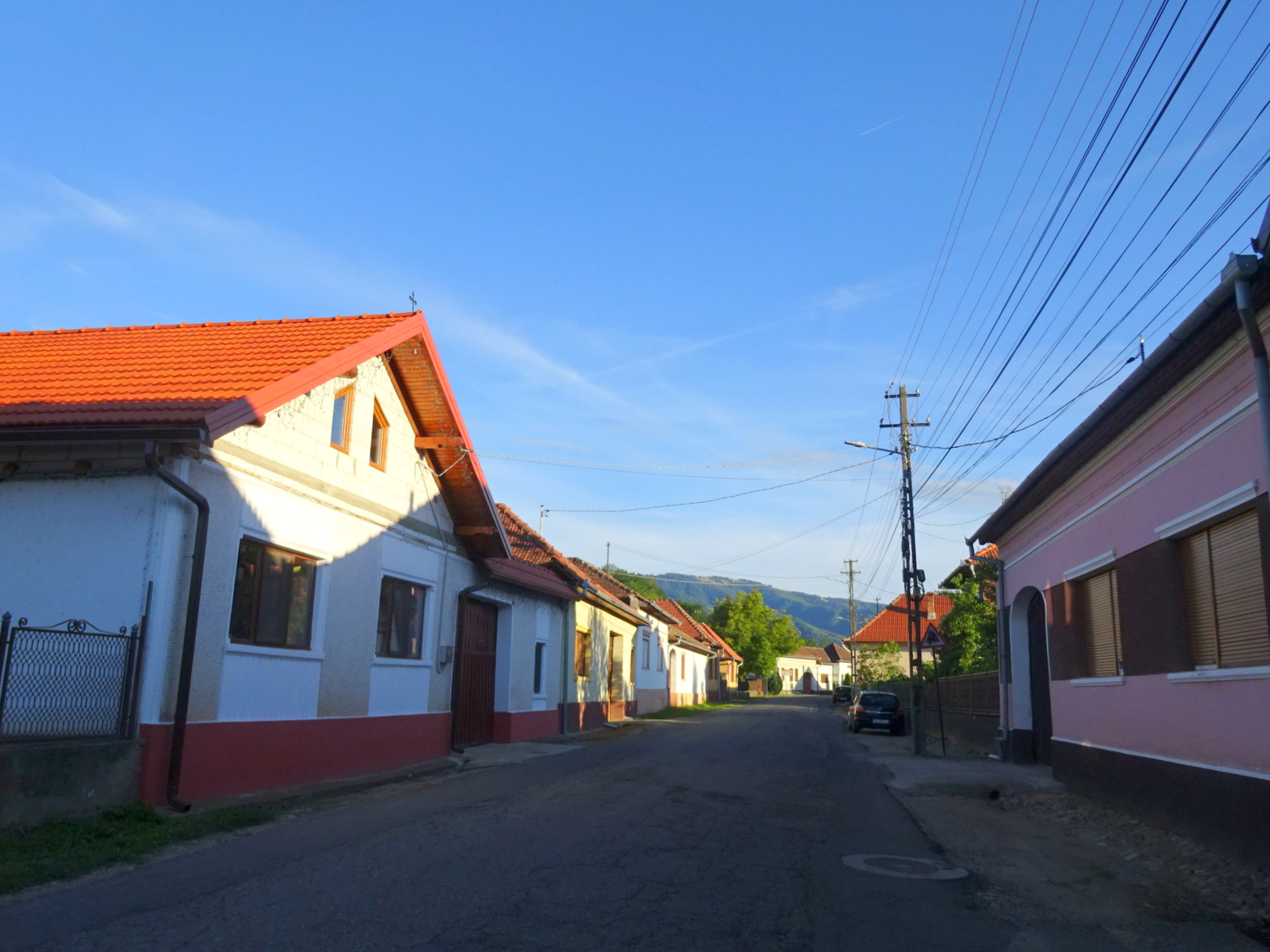
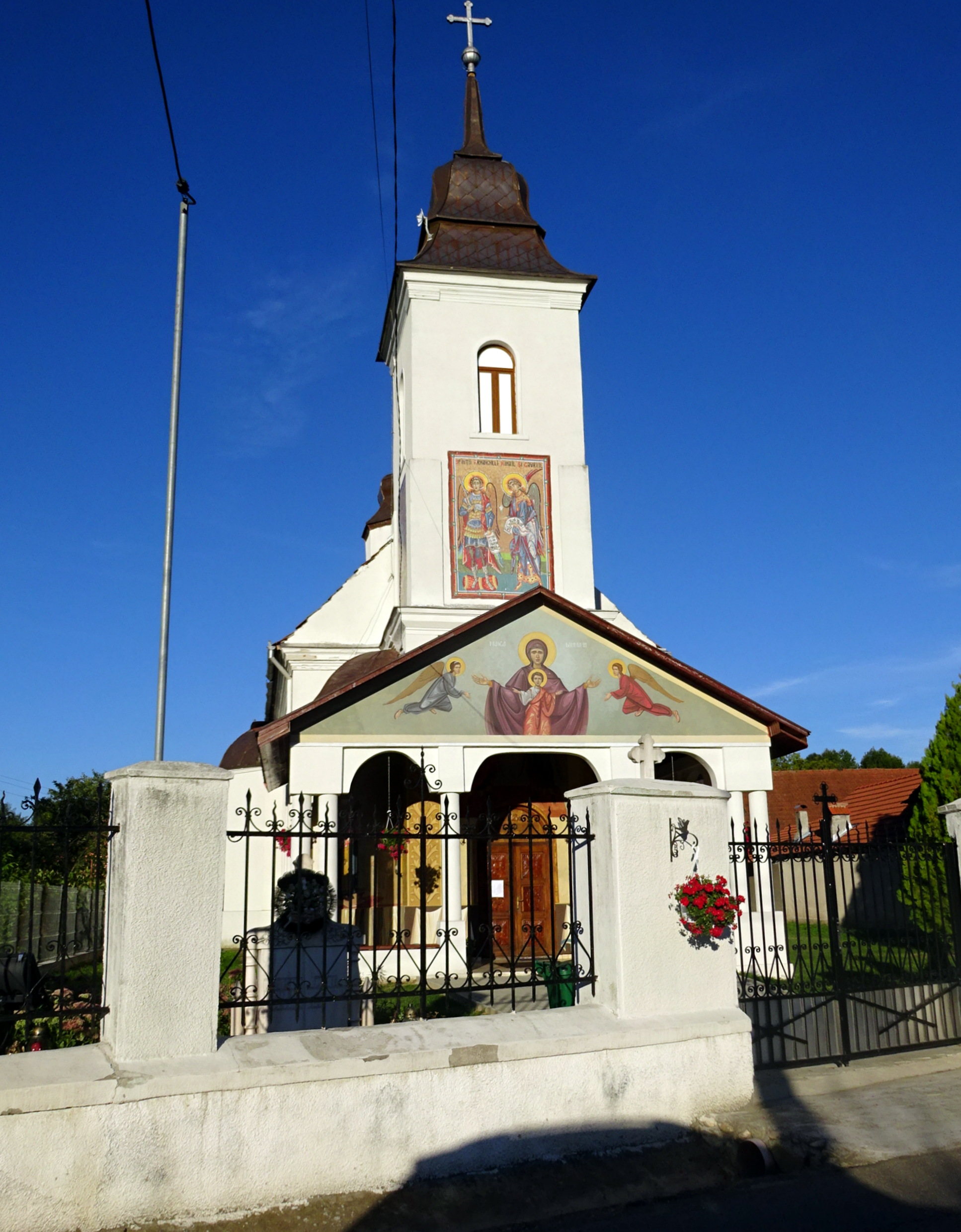
Biserica Sfinții Arhangheli din Orăștioara de Jos (1910-1911)
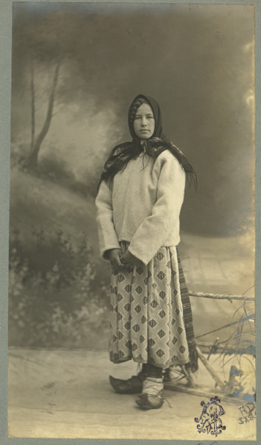
Costum popular feminin din Orăştioara, aprox. 1910